# Reche Caldwell
Pour les articles homonymes, voir Caldwell.
(en) Statistiques sur pro-football-reference
Donald Reche Caldwell Jr., né le 28 mars 1979 à Tampa en Floride et mort le 6 juin 2020 dans la même ville, est un sportif professionnel américain de football américain ayant joué pendant sept saisons au poste de wide receiver dans la National Football League (NFL).

## Biographie

### Jeunesse
Caldwell nait à Tampa en Floride en 1979. Il y étudie au lycée Thomas Jefferson (en) où il joue pour les Dragons de Jefferson, ayant un bon niveau en football américain, en basket-ball et en baseball. En football américain, Caldwell joue au poste de tailback lors de sa première saison mais devient quarterback l'année suivante gagnant à la passe 6 936 yards et inscrivant 77 touchdowns lors des trois saisons jouées à ce poste. En 1996 (son année junior), il gagne 2 338 yards et permet à son équipe d'atteindre la demi-finale du championnat de son État ce qui lui vaut d'être désigné meilleur joueur de Floride de sa classe,. Il obtient une sélection dans la première équipe du pays en 1996 et dans la deuxième équipe en 1997.
En quatre saisons de baseball pour son lycée, il établit divers records des Dragons soit la meilleure moyenne à la batte (37,9 %), plus grand nombre de doubles (25), plus grand nombre de triples (six), plus grand nombre de steals (67) et de runs (76).  Les Reds de Cincinnati le sélectionnent lors de la draft 1998 de la MLB (en) mais il choisit de jouer au football américain universitaire.

### Carrière universitaire
Au niveau universitaire, Reche Caldwell joue pour les Gators de l'Université de Floride. Il y brille lors de sa troisième saison (2001), gagnant un total de 1 059 yards en 65 réceptions et en inscrivant 10 touchdowns,.

### Carrière professionnelle

#### Draft
Reche Caldwell est sélectionné en 48e choix global lors du deuxième tour de la draft 2001 de la NFL par la franchise des Chargers de San Diego.

#### Chargers de San Diego
Lors de sa première saison, où il dispute les 16 matchs dont deux en tant que titulaire, Caldwell effectue 22 réceptions et gagne 208 yards. Après une autre saison où il est toujours considéré comme remplaçant, il est enfin titularisé lors de la saison 2004. Il se déchire cependant un ligament du genou après 6 matchs et manque le reste de la saison. Il rejoue en 2005 mais est considéré comme réserviste.

#### Patriots de la Nouvelle-Angleterre
Devenu agent libre en 2006, Caldwell signe un contrat de deux ans avec les Patriots de la Nouvelle-Angleterre. Il gagne sa place de titulaire en attaque et il devient un des principaux receveurs du quarterback Tom Brady. Il est le meilleur receveur des Patriots cette année-là , gagnant 760 yards en 61 réceptions. Lors du match du tour de division de la série éliminatoire contre son ancienne équipe, il gagne 80 yards en 7 réceptions et inscrit un touchdown de 4 yards qui permet aux Patriots de revenir au score dans le quatrième quart temps. Il réussit ensuite une réception de 49 yards qui place l'équipe en bonne position pour le field goal gagnant,. Lors de finale de conférence AFC perdue 34 à 38 face aux Colts d'Indianapolis, il rate deux réceptions. 
Caldwell est libéré par les Patriots peu avant le début de la saison 2007. 

#### Redskins de Washington
Caldwell signe une semaine plus tard un contrat d'un an avec les Redskins de Washington. Pendant la saison, il a participé à huit rencontres effectuant 15 réceptions pour un gain de 141 yards.

#### Rams de Saint-Louis
Caldwell signe avec les Rams de Saint-Louis en 2008, mais est libéré quelques jours avant le début de la saison.
Au cours de ses six saisons dans la NFL, Caldwell a disputé 71 matchs dont 2 en tant que titulaire, réussissant 152 réceptions pour un gain total de 1 851 yards et onze touchdowns. Il a également effectué 14 courses pour un gain supplémentaire de 108 yards.

## Vie privée
Son frère, Andre Caldwell (en), a également joué dans la NFL au poste de wide receiver pour les Bengals de Cincinnati, les Broncos de Denver et les Lions de Détroit.

### Problèmes judiciaires
En mai 2014, Reche Caldwell est arrêté pour possession de drogue en vue d'en faire trafic. En lien avec cette accusation, il est condamné en janvier 2015 à 27 mois de prison et 3 ans de probation.
Il connaît de nouveau des ennuis judiciaires lorsqu'il est accusé de fraude à l'assurance santé en décembre 2019. Il plaide coupable le mois suivant à une accusation de conspiration pour commettre une fraude dans le domaine de la santé.

## Mort
Le 6 juin 2020, Reche Caldwell est blessé par arme à feu lors d'une tentative de cambriolage à son domicile. Il meurt de ses blessures sur le chemin vers l'hôpital. Il devait connaître ce mois-ci sa peine sur sa dernière accusation.